# Max Halbe
Max Halbe (n. 4 noiembrie 1865 - d. 30 noiembrie 1944) a fost un scriitor german, exponent important al naturalismului.
Opera sa dramatică, cu trăsături romantice, a fost influențată de Gerhart Hauptmann, Hermann Sudermann și Henrik Ibsen.

## Scrieri
- 1893: Tinerețea ("Jugend")
- 1897: Maica glie ("Mutter Erde")
- 1899: Cei fără țară ("Die Heimatlosen")
- 1901: Casa Rosenhagen ("Haus Rosenhagen")
- 1904: Fluviul ("Der Strom")
- 1911: Fapta lui Dietrich Stobäus ("Die Tat des Dietrich Stobäus")
- 1931: Consului general Stenzel și eul său periculos ("Generalkonsul Stenzel und sein gefährliches Ich")